# Байчурово (станция)
Байчурово — железнодорожная станция Юго-Восточной железной дороги в селе Байчурово Поворинского района Воронежской области.

## История
Станция с 2010 года относится к Мичуринскому региону дороги, ранее относилась к Ртищевскому отделению.